# ETA (노래)
"ETA"는 아이돌 걸그룹 NewJeans의 두 번째 익스텐디드 플레이 (EP)인 Get Up (2023)에 수록된 곡이다. ADOR는 2023년 7월 21일 이 곡을 EP 홍보를 위한 싱글로 발매했다. "ETA"는 빈지노, Gigi, Ylva Dimberg가 작사했고, 250과 Dimberg가 작곡을 담당했다. Apple과의 협업으로 제작된 뮤직비디오는 바르셀로나에서 아이폰 14 프로로 전량 촬영되었다.

## 배경 및 구성
NewJeans는 2023년 7월 1일~2일 서울에서 열린 버니즈 캠프 팬 미팅 콘서트에서 "ETA"를 처음 공개했다. "ETA"는 "예상 도착 시간"을 뜻하며, 볼티모어 클럽의 경쾌한 트랙으로, 펑키하고 끊어지는 에어혼과 빠른 드럼 브레이크를 사용하면서도 "부드러운" 멜로디를 담고 있다.

## 뮤직 비디오
"ETA"의 뮤직 비디오는 Get Up 발매와 함께 공개되었다. Apple과의 협업으로 제작된 이 영상은 아이폰 14 프로로 전량 촬영되었으며, "Cool with You"의 영상이 촬영된 바르셀로나에서 촬영되었다. 뮤직 비디오는 NewJeans가 풀 파티에 참석하여 친구의 남자친구가 바람을 피우는 것을 발견하는 내용을 담고 있다. 영상의 마지막 부분에는 그녀의 남자친구와 그의 새로운 연인이 자동차 트렁크에 실린다.

## 평가 및 수상
"ETA"는 비즈니스 인사이더에 의해 2023년 최고의 K-팝 노래로 선정되었고, Elle에 의해 2023년 최고의 노래 중 하나로 선정되었다. 애플의 캠페인과 "ETA"의 뮤직 비디오는 One Show, Spikes Asia Awards, 뉴욕 페스티벌 광고 어워드에서 수상했다. 이 곡은 엠카운트다운과 SBS 인기가요에서 각각 두 번씩 총 4개의 음악 방송 트로피를 받았다.
| 프로그램     | 날짜            | 참조   |
| ------------ | --------------- | ------ |
| 엠카운트다운 | 2023년 8월 10일 | [ 14 ] |
| 엠카운트다운 | 2023년 8월 17일 | [ 15 ] |
| SBS 인기가요 | 2023년 9월 3일  | [ 16 ] |
| SBS 인기가요 | 2023년 9월 10일 | [ 17 ] |

## 크레딧 및 참여 인원
크레딧은 멜론에서 발췌했다.
- NewJeans – 보컬
- 빈지노 (Miles Parks McCollum) – 작사가
- Gigi (Kim Hyun-ji)– 작사가
- Ylva Dimberg – 작사가, 작곡가
- 250 (Lee Ho-hyung) – 작곡가, 연주, 프로그래밍

## 차트
| 차트 (2023)                         | 최고 순위 |
| ----------------------------------- | --------- |
| 오스트레일리아 (ARIA)               | 34        |
| 48                                  |           |
| 12                                  |           |
| 홍콩 (빌보드)                       | 3         |
| 인도네시아 (빌보드)                 | 23        |
| 일본 (재팬 핫 100)                  | 8         |
| 일본 합산 싱글 (오리콘)             | 10        |
| 말레이시아 (빌보드)                 | 5         |
| 말레이시아 인터내셔널 (RIM)         | 4         |
| 뉴질랜드 (Recorded Music NZ)        | 36        |
| 필리핀 (빌보드)                     | 24        |
| 싱가포르 (RIAS)                     | 3         |
| 대한민국 (써클)                     | 2         |
| 타이완 (빌보드)                     | 5         |
| 44                                  |           |
| 81                                  |           |
| 미국 월드 디지털 송 세일즈 (빌보드) | 5         |
| 베트남 (Vietnam Hot 100)            | 11        |

| 차트 (2023)     | 순위 |
| --------------- | ---- |
| 대한민국 (써클) | 2    |

| 차트 (2023)         | 순위 |
| ------------------- | ---- |
| 글로벌 200 (빌보드) | 197  |
| 대한민국 (써클)     | 24   |

| 차트 (2024)     | 순위 |
| --------------- | ---- |
| 대한민국 (써클) | 34   |

## 인증
| 국가                        | 인증     | 판매량/출하량 |
| 스트리밍                    | 스트리밍 | 스트리밍      |
| --------------------------- | -------- | ------------- |
| 일본 (RIAJ)                 | 플래티넘 | 100,000,000   |
| 대한민국 (KMCA)             | 플래티넘 | 100,000,000   |
| 스트리밍을 기반으로 한 인증 |          |               |

## 발매 역사
| 지역      | 날짜            | 포맷                     | 레이블 | 참조   |
| --------- | --------------- | ------------------------ | ------ | ------ |
| 여러 지역 | 2023년 7월 21일 | 디지털 다운로드 스트리밍 | ADOR   | [ 18 ] |